# حلول (نظریه)
آموزه یا نظریه حلول معتقد است که امر الهی جهان مادی را در بر می‌گیرد یا در آن تجلی می‌یابد. برخی نظریه‌های فلسفی و متافیزیکی معتقد به حضور الهی هستند. حلول معمولاً در مکاتب توحیدی، همه‌خدایی، همه دادارباوری یا خدافراگیردانی نشان می‌دهد که عالم معنوی، امور دنیوی را دربردارد. این غالباً با نظریه‌های تعالی در تقابل است، که در آنها امر الهی خارج از جهان مادی است.